# NGC 5474
NGC 5474 je pekuliární spirální galaxie v souhvězdí Velké medvědice. Objevil ji William Herschel 1. května 1788.
Od Země je vzdálená přibližně 22,8 milionů světelných let a je členem Skupiny galaxií M 101.
Při svém rozměru kolem 30 000 světelných let
se může řadit mezi trpasličí galaxie.

## Pozorování
Tato galaxie leží asi 1° jihovýchodně od středu galaxie Větrník a právě těsná blízkost a vzájemné gravitační ovlivňování těchto dvou galaxií jsou pravděpodobně důvodem nesouměrného tvaru NGC 5474. V malých hvězdářských dalekohledech je viditelné nanejvýš jasné jádro této galaxie, střední dalekohledy ji ukážou jako mlhavou skvrnku a větší dalekohledy ukážou jižně od jádra část jejího disku.